# ويلهلم هينريتش أكرمان
ويلهلم هينريتش أكرمان (بالألمانية: Wilhelm Heinrich Ackermann)‏ هو تربوي ألماني، ولد في 25 يونيو 1789 في آورباخ في ألمانيا، وتوفي في 27 مارس 1848 في فرانكفورت في ألمانيا.